# Grand Prix Formule 1 van Groot-Brittannië 1981
De Grand Prix Formule 1 van Groot-Brittannië 1981 werd gehouden op 18 juli 1981 op Silverstone.

## Uitslag
| Positie | Nummer | Rijder             | Team           | Ronden | Tijd/Opgave       | Startplaats | Punten |
| ------- | ------ | ------------------ | -------------- | ------ | ----------------- | ----------- | ------ |
| 1       | 7      | John Watson        | McLaren-Ford   | 68     | 1:26:54.80        | 5           | 9      |
| 2       | 2      | Carlos Reutemann   | Williams-Ford  | 68     | + 40.65           | 9           | 6      |
| 3       | 26     | Jacques Laffite    | Ligier-Matra   | 67     | + 1 Ronde         | 14          | 4      |
| 4       | 3      | Eddie Cheever      | Tyrrell-Ford   | 67     | + 1 Ronde         | 23          | 3      |
| 5       | 6      | Héctor Rebaque     | Brabham-Ford   | 67     | + 1 Ronde         | 13          | 2      |
| 6       | 9      | Slim Borgudd       | ATS-Ford       | 67     | + 1 Ronde         | 21          | 1      |
| 7       | 17     | Derek Daly         | March-Ford     | 66     | + 2 Rondes        | 17          |        |
| 8       | 32     | Jean-Pierre Jarier | Osella-Ford    | 65     | + 3 Rondes        | 20          |        |
| 9       | 16     | René Arnoux        | Renault        | 64     | Distributie       | 1           |        |
| 10      | 29     | Riccardo Patrese   | Arrows-Ford    | 64     | Motor             | 10          |        |
| 11      | 33     | Marc Surer         | Theodore-Ford  | 61     | Geen benzine      | 24          |        |
| NF      | 22     | Mario Andretti     | Alfa Romeo     | 59     | Gaspedaal         | 11          |        |
| NF      | 20     | Keke Rosberg       | Fittpaldi-Ford | 56     | Ophanging         | 16          |        |
| DQ      | 11     | Elio de Angelis    | Lotus-Ford     | 25     | Gediskwalificeerd | 22          |        |
| NF      | 15     | Alain Prost        | Renault        | 17     | Distributie       | 2           |        |
| NF      | 25     | Patrick Tambay     | Ligier-Matra   | 15     | Koppeling         | 15          |        |
| NF      | 28     | Didier Pironi      | Ferrari        | 13     | Turbo             | 4           |        |
| NF      | 5      | Nelson Piquet      | Brabham-Ford   | 11     | Banden            | 3           |        |
| NF      | 23     | Bruno Giacomelli   | Alfa Romeo     | 5      | Transmissie       | 12          |        |
| NF      | 27     | Gilles Villeneuve  | Ferrari        | 4      | Spin              | 8           |        |
| NF      | 1      | Alan Jones         | Williams-Ford  | 3      | Botsing           | 7           |        |
| NF      | 8      | Andrea de Cesaris  | McLaren-Ford   | 3      | Spin              | 6           |        |
| NF      | 4      | Michele Alboreto   | Tyrrell-Ford   | 1      | Koppeling         | 19          |        |
| NF      | 30     | Siegfried Stohr    | Arrows-Ford    | 8      | Spin              | 18          |        |
| NQ      | 21     | Chico Serra        | Fittpaldi-Ford |        |                   |             |        |
| NQ      | 35     | Brian Henton       | Toleman-Hart   |        |                   |             |        |
| NQ      | 12     | Nigel Mansell      | Lotus-Ford     |        |                   |             |        |
| NQ      | 14     | Eliseo Salazar     | Ensign-Ford    |        |                   |             |        |
| NQ      | 36     | Derek Warwick      | Toleman-Hart   |        |                   |             |        |
| NQ      | 31     | Beppe Gabbiani     | Osella-Ford    |        |                   |             |        |

## Statistieken
| Pole-position | René Arnoux | Renault | 1:11.000 |
| Snelste ronde | René Arnoux | Renault | 1:15.067 |

1926 · 1927 · 1948 · 1949 · 1950 · 1951 · 1952 · 1953 · 1954 · 1955 · 1956 · 1957 · 1958 · 1959 · 1960 · 1961 · 1962 · 1963 · 1964 · 1965 · 1966 · 1967 · 1968 · 1969 · 1970 · 1971 · 1972 · 1973 · 1974 · 1975 · 1976 · 1977 · 1978 · 1979 · 1980 · 1981 · 1982 · 1983 · 1984 · 1985 · 1986 · 1987 · 1988 · 1989 · 1990 · 1991 · 1992 · 1993 · 1994 · 1995 · 1996 · 1997 · 1998 · 1999 · 2000 · 2001 · 2002 · 2003 · 2004 · 2005 · 2006 · 2007 · 2008 · 2009 · 2010 · 2011 · 2012 · 2013 · 2014 · 2015 · 2016 · 2017 · 2018 · 2019 · 2020 · 2021 · 2022 · 2023 · 2024 · 2025 · 2026 · 2027 · 2028 · 2029 · 2030 · 2031 · 2032 · 2033 · 2034